# V郵便

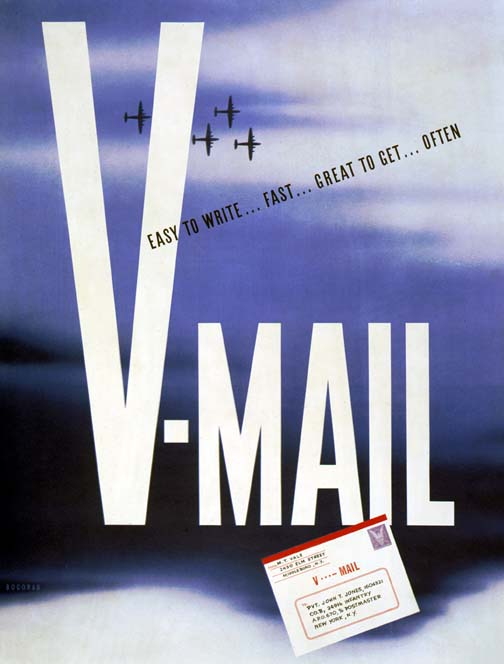
V郵便のポスター

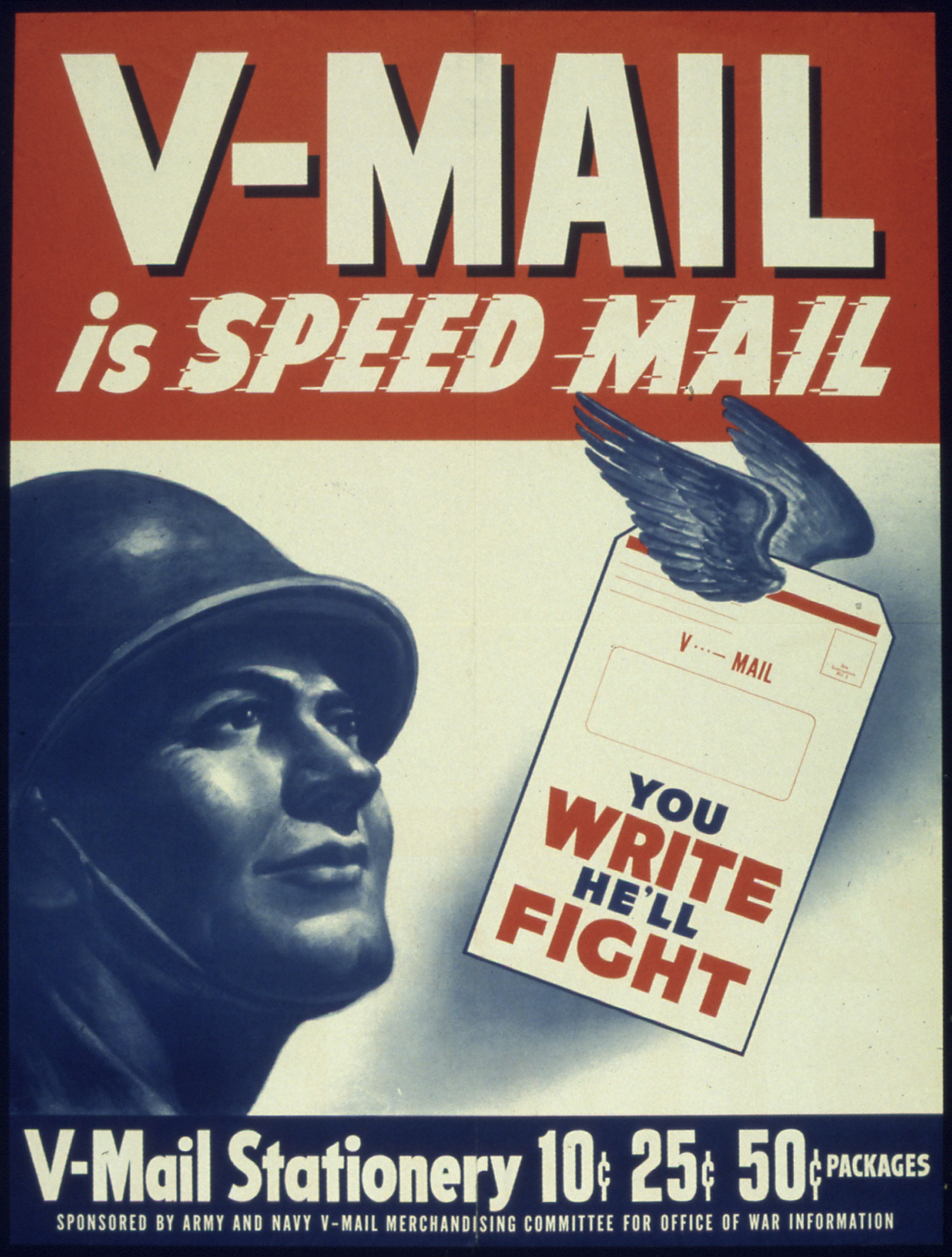
V郵便のポスター

V郵便（英: V-mail, Victory Mail）は、第二次世界大戦中の1942年6月から1945年11月までアメリカ合衆国によって運用された軍事郵便の一種である。本国と海外の戦地間で輸送される郵便物の量を減らし、サービスを迅速化するため、V郵便ではマイクロフィルムが活用された。専用の用紙に書かれた手紙は、引き受け地でマイクロフィルムに転写され、フィルムの状態で輸送された後、到着地で印刷されてから配達された。

## 概要

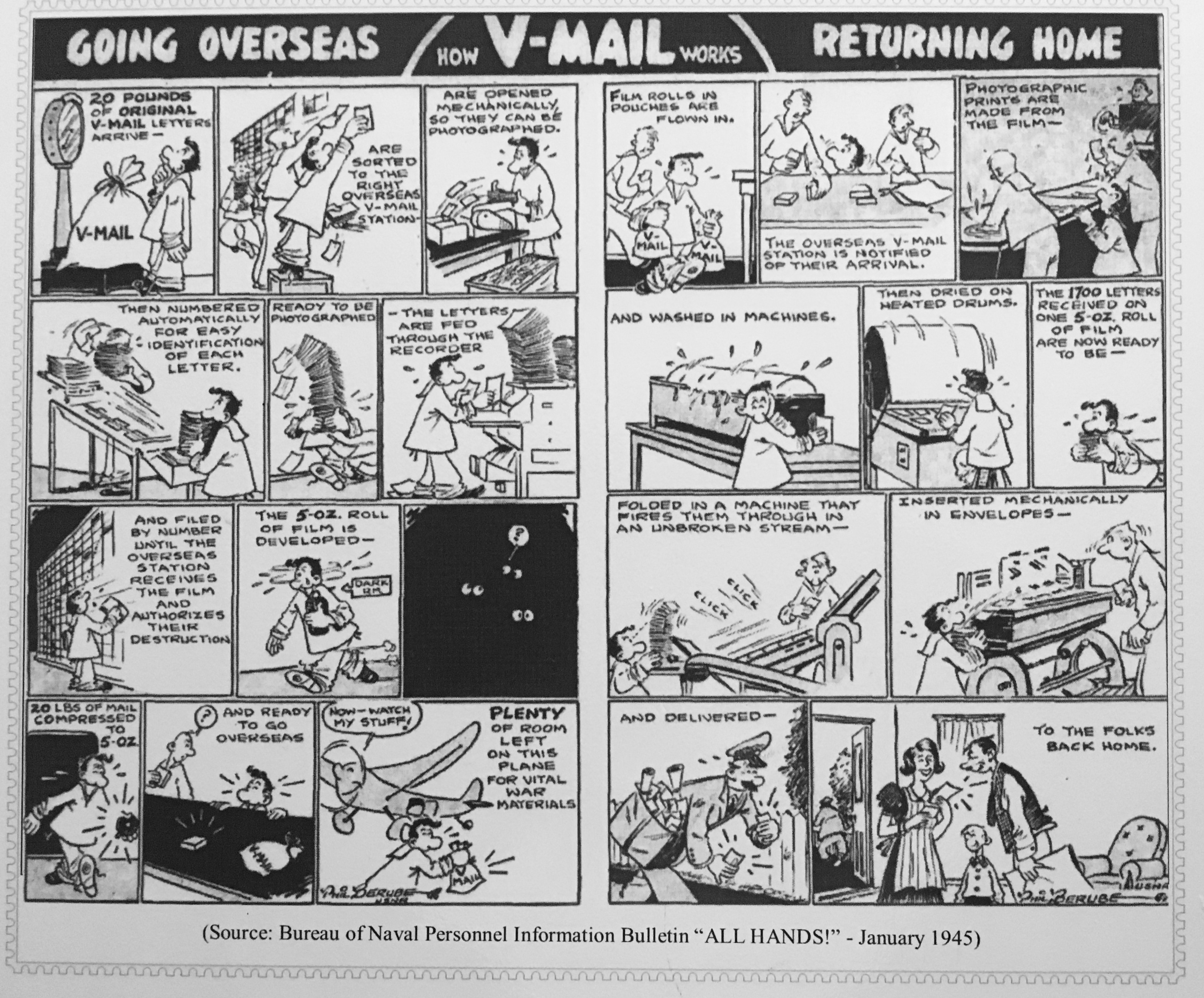
戦艦アラバマの郵便局内に掲示されたV郵便の説明

第二次世界大戦中のアメリカでは、海外で戦争に従事する人々と本国の家族等をつなぐ郵便物が急速に増大し、その輸送が郵便局や軍の大きな問題になっていた。当局は輸送される手紙のかさと重さを減らし、郵便サービスを迅速化するため、1941年にイギリスで開始されたマイクロフィルムを活用した郵便Airgraphを参考にした。Airgraphはイーストマン・コダック社の技術に頼っていたため、アメリカ合衆国戦争省は1942年5月8日にコダック社と契約を結び、1942年6月15日に郵便局は新しいサービスを軍と提携して提供することを発表した。「V...-mail（V-mail）」と名付けられたそのサービスでは、手紙はマイクロフィルムに複写され、フィルムの状態で海外に輸送された後、現地で原物の約4分の1の大きさに複製され、宛て先に届けられた。
V郵便が誕生した頃には、「V」の文字は連合国で使われた戦時標語「V for victory（勝利のV）」と結びつけて考えられるようになっていた。「V...-mail」の「...-」は、モールス符号の「V」（短点3つと長点ひとつ）を示している。
V郵便で使用される便箋は8.5インチ（21.6センチメートル）×11インチ（27.9センチメートル）の大きさに規格化されていて、1,500から1,800通が幅16ミリメートル、長さ90フィート（27メートル）のマイクロフィルム1巻に収まった。フィルム1巻の重さはわずか4オンス（113グラム）だった。当局は、普通の便箋1枚の手紙15万通が重さ2,575ポンド（1,168キログラム）で郵便袋37個を要したのに対し、マイクロフィルム化されたV郵便の手紙15万通は重さ45ポンド（20キログラム）で郵便袋1個であり、V郵便が貨物の重さと空間を98パーセント節約すると見積もった。1944年の戦争情報局の報告書によると、V郵便は1942年6月の開始以来、貨物の496万4286ポンド（225万1762キログラム）を節約したという。
第二次世界大戦が終了し、V郵便は1945年11月1日に役目を終えた。

## 運用

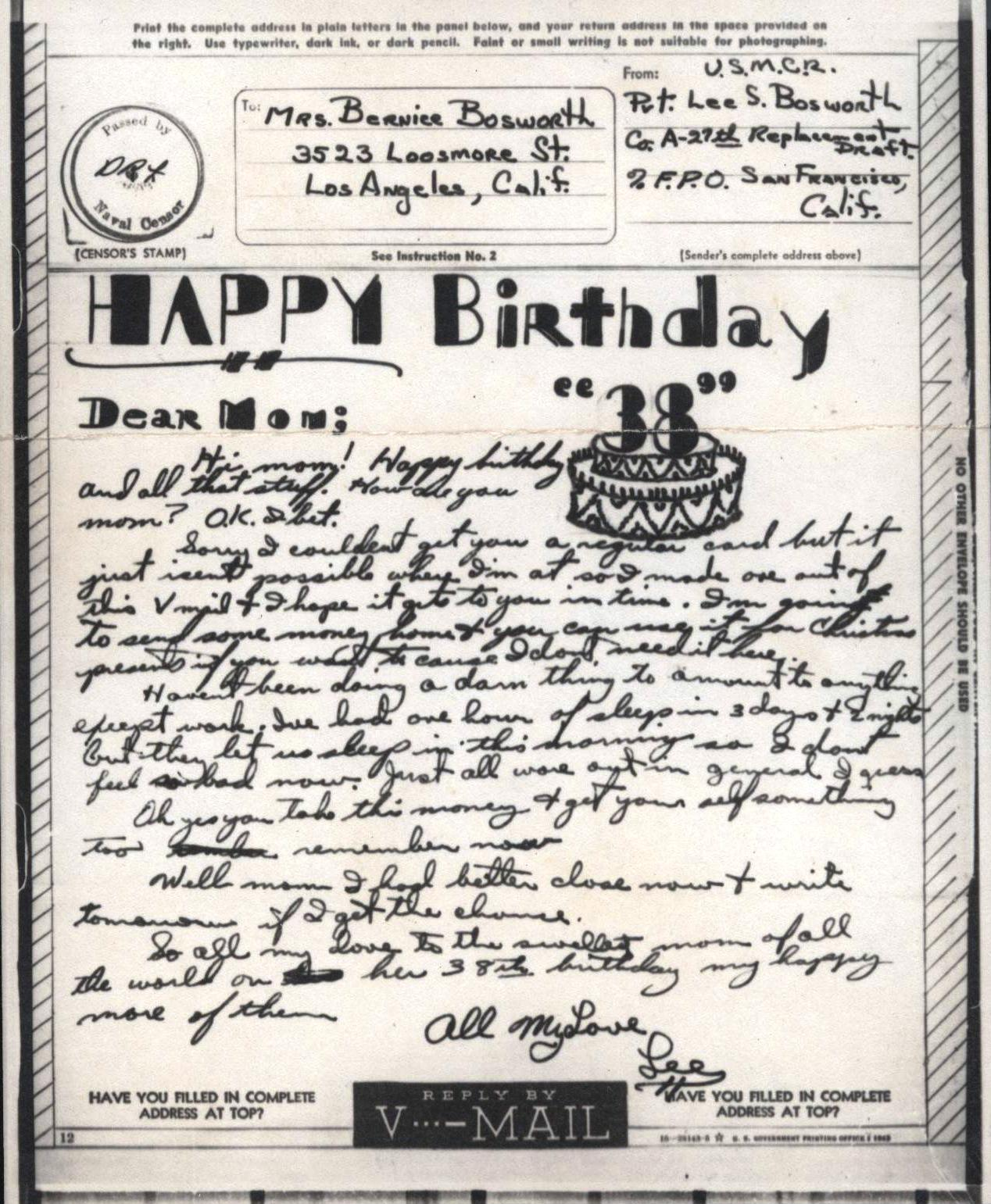
プリントされたV郵便の手紙

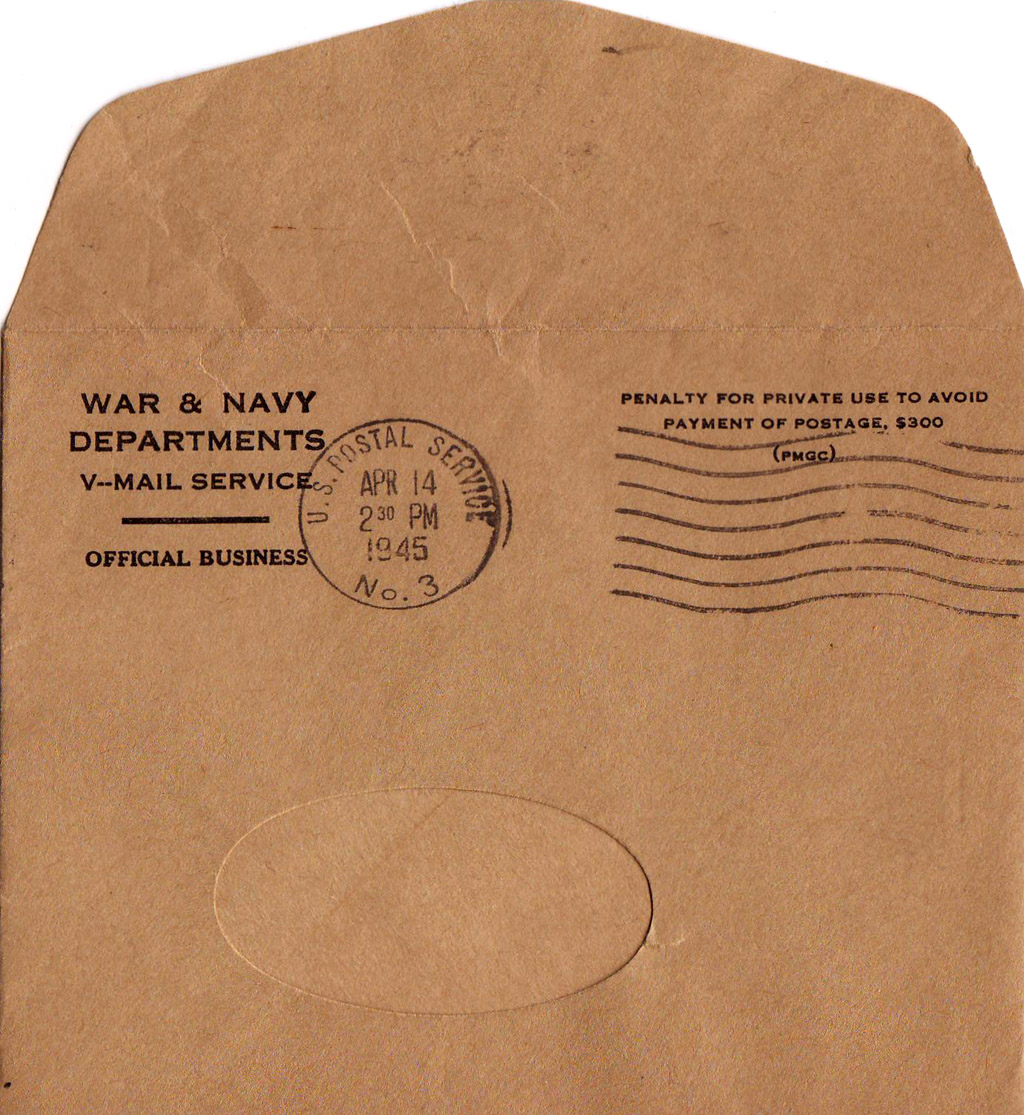
V郵便の写真プリントを入れる封筒

V郵便専用の便箋は、郵便局で1日2枚まで無料で入手でき、地元の店でも購入することができた。便箋はマイクロフィルム化しやすいように、寸法、重さ、紙の繊維の向き、レイアウトが規格化され、V郵便のシンボルマークが印刷されていた。便箋は封筒を兼ねていて、メッセージを書いた後、メッセージ欄を内側にして折り畳み、封筒の形にした。メッセージ欄がある面の一番上には宛て先と返信先が記載され、この面がマイクロフィルムから印画紙に複製されて受取人に届けられた。封筒になる反対の面にも宛て先と返信先が記載され、こちらは郵便ポストからV郵便ステーションまでの輸送に使用された。
V郵便は第1種郵便だったため軍人は無料で送ることができ、一般市民の郵便料金は3セントだった。海外への輸送は当初より飛行機で行われたが、1944年5月15日から追加料金（6セント、後に8セント）を支払うことによって国内の輸送も航空便にできるようになった。
V郵便の国内での発送と取り扱いは郵政省が担当し、郵便局は手紙を陸海軍の郵便局ごとに仕分けし、国内のV郵便ステーションに運んだ。郵政当局はアメリカ本土を3つの地域に分け、ニューヨーク、サンフランシスコ、シカゴにある施設にV郵便の手紙を集めていた。船積港では、戦争省や海軍省が郵便業務を担当し、コダック社が手紙の写真撮影を行なった。軍は海外への輸送を担当し、戦場との手紙のやり取りは、ヨーロッパや太平洋の拠点に置かれたV郵便ステーションが担っていた。
V郵便ステーションに集められた手紙は、マイクロフィルム化する前に機械または人の手で開封され、軍人からの手紙は検閲されて疑わしい部分は黒塗りにされた。手紙の原物には番号が振られ、マイクロフィルムが目的地に到着し、フィルムからのプリントが成功するまで引き受け地のV郵便ステーションで保管された。
手紙のマイクロフィルム化には、コダック社が銀行記録用に開発したRecordakという機械が使われた。Recordakは使いやすく設計され、大量の資料を記録するのに適していた。V郵便ステーションにはマイクロフィルム関連の装置のほか、プリント装置、発電装置、写真の引き延ばしと現像に必要な空調設備などが準備されていた。
マイクロフィルムに保存された手紙は、巻き物状の印画紙にまとめてプリントされた後、個々のメッセージに切り分けられた。写真プリントの寸法は4.5インチ（11.4センチメートル）×5.5インチ（14センチメートル）で、もとの便箋の約4分の1の大きさだった。宛て先が封筒の窓から見えるように、写真プリントは上部にある宛て先欄のすぐ下で折り畳まれて封筒に入れられた。